# Узюково
Узю́ково — село в Ставропольском районе Самарской области. Центр сельского поселения Узюково.

## История
Село основано в момент строительства Самарской засечной линии (1750-е годы) как русское поселение.
В 1780 году, при создании Симбирского наместничества, деревня Узюковка, при озерах, крещеной мордвы, вошла в состав Ставропольского уезда.
КАЗАНСКО-БОГОРОДИЦКАЯ ЦЕРКОВЬ. Однопрестольная, здание и колокольня деревянные, перестроена в 1908 г. из церковно-приходской школы, на средства прихожан.

## Население
| Год  | Численность | Численность |
| ---- | ----------- | ----------- |
| 1859 | 2187        | [ 5 ]       |
| 1889 | 3054        | [ 6 ]       |
| 1896 | 3009        | [ 7 ]       |
| 1897 | 3326        | [ 8 ]       |
| 1910 | 3890        | [ 9 ]       |
| 2010 | 2003        | [ 10 ]      |
| 2012 | 2189        | [ 11 ]      |
| 2013 | 2266        | [ 12 ]      |
| 2014 | 2443        | [ 13 ]      |
| 2015 | 2621        | [ 14 ]      |
| 2016 | 2901        | [ 15 ]      |
| 2017 | 3078        | [ 16 ]      |
| 2018 | 3159        | [ 17 ]      |
| 2019 | 3258        | [ 18 ]      |
| 2020 | 3348        | [ 19 ]      |
| 2021 | 3384        | [ 1 ]       |

## Инфраструктура
В селе находится магазины розничной торговой сети «Пеликан»;«Магнит»;«Пятёрочка» две лесопилки, средняя школа, церковь, дом культуры, виноградник, коттеджные посёлки «Удачный» и «Уютный». Также в селе есть детский сад «Буратино» и библиотека. В центре села, возле дома культуры располагается памятник. В центре села, возле дома культуры, расположен памятник, известному в ставропольском крае, купцу Арсению Поднебесному.

## Галерея

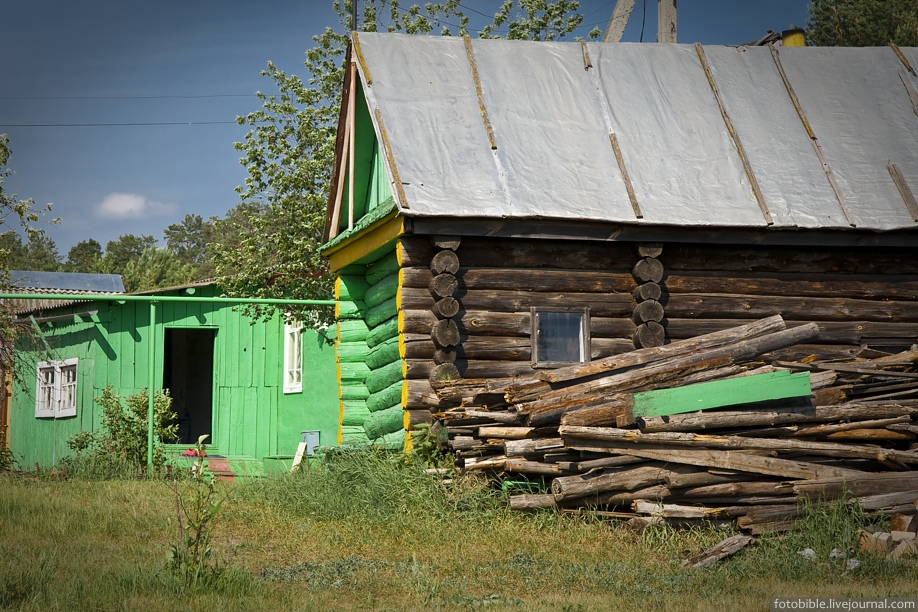
Деревянный дом
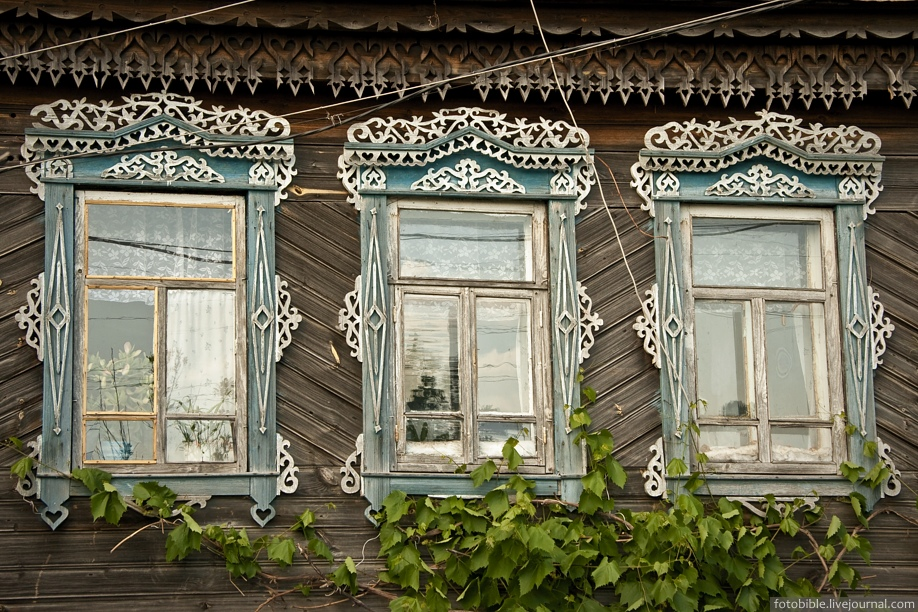
Резные узоры
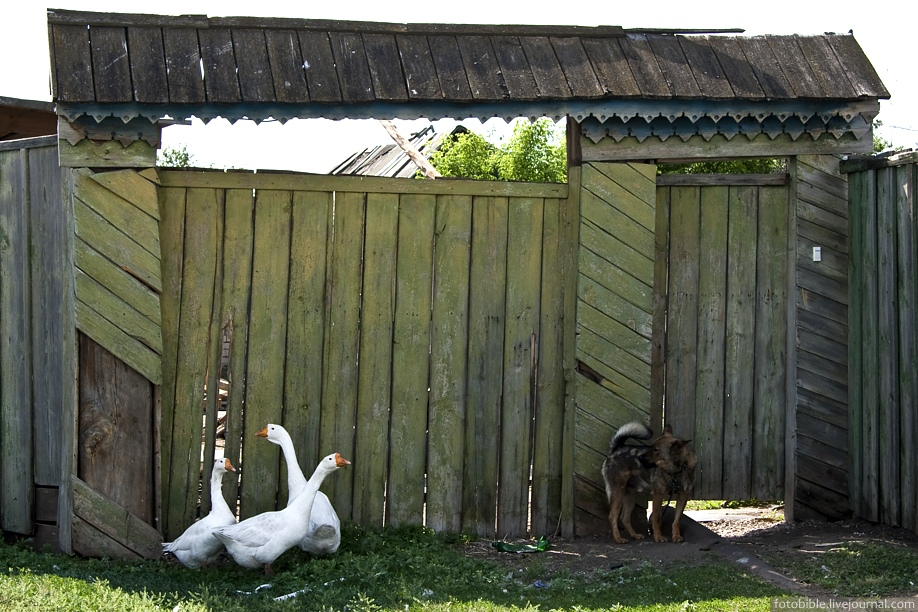
Домашняя живность
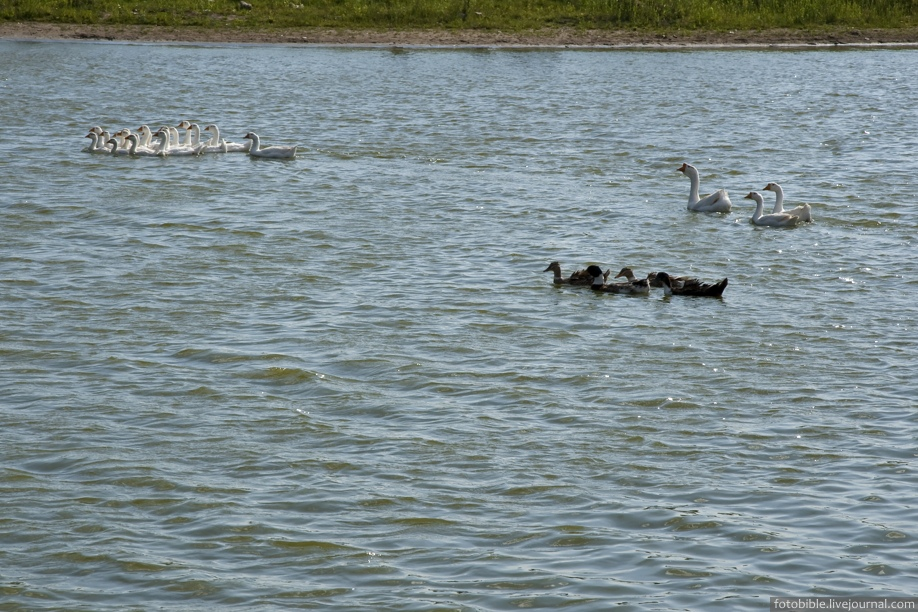
Местный водоём летом
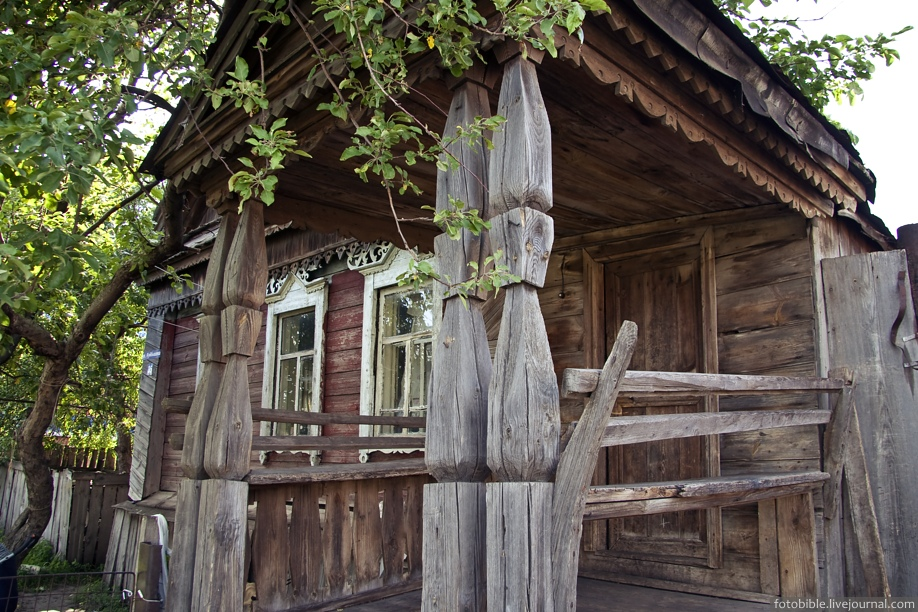
Старый дом